# 约翰·多斯·帕索斯

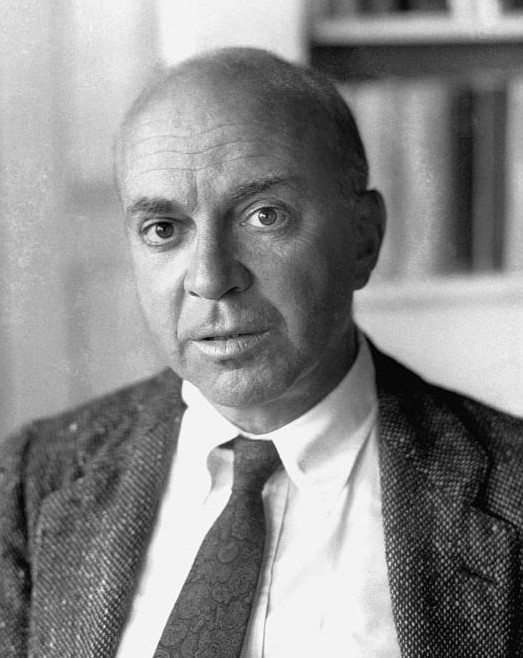
约翰·多斯·帕索斯

约翰·罗德里格斯·多斯·帕索斯（John Dos Passos，1896年1月14日—1970年9月28日），美国小说家、艺术家，主要作品有《三个士兵》、《美国三部曲》等。